# Game Over (Vanadium)
Game Over è il terzo album in studio del gruppo musicale Vanadium, pubblicato nel 1984.
Sulla copertina appare Grazia Zuliani, modella genovese appassionata di musica heavy metal, che accompagnò inoltre, da ragazza immagine, la band nel tour.
L'album ha venduto più di 54 000 copie in Italia.

## Tracce
Tutte le tracce sono di Scotto-Tessarin, eccetto dove specificato diversamente.
1. Streets of Danger - 5:06
2. I'm Leaving at Last - 3:32
3. War Trains - 4:14
4. Too Young to Die - 4:06
5. Pretty Heartbreaker - 3:52
6. The Hunter (Tessarin) - 3:49
7. Don't let your Master Down - 5:51
8. Game Over - 4:01

## Formazione
- Pino Scotto - voce
- Steve Tessarin - chitarre
- Mimmo Prantera - basso
- Ruggero Zanolini - tastiere
- Lio Mascheroni - batteria